# Paraepicoccum amazonense
Paraepicoccum amazonense är en svampart som beskrevs av Matsush. 1993. Paraepicoccum amazonense ingår i släktet Paraepicoccum, divisionen sporsäcksvampar och riket svampar.   Inga underarter finns listade i Catalogue of Life.